# Salopek Luke
Salopek Luke es una localidad de Croacia en el ejido de la ciudad de  Slunj, condado de Karlovac.

## Geografía
Se encuentra a una altitud de 265 m s. n. m. a 115 km de la capital nacional, Zagreb.

## Demografía
En el censo 2011, el total de población de la localidad fue de 17 habitantes.
| Gráfica de población de Salopek Luke 1857-2011                      |
|                                                                     |
| Según los censos de población de la oficina estadística de Croacia. |